# Marga Drechsel
Marga Drechsel (* 6. Februar 1931 in Cainsdorf; † 12. Oktober 2023 in Zwickau) war eine deutsche Batik-Künstlerin, Malerin und Grafikerin.

## Leben und Werk
Marga Drechsel war die zweite Tochter des Dorfschneiders von Cainsdorf. Sie absolvierte die Grundschule und musste dann zum Familienunterhalt beitragen. In der Baptistengemeinde lernte sie den Neulehrer Edgar Drechsel kennen, den sie 1952 heiratete. Als beide 1955 in Erfurt die Richard-Dölker-Gedächtnisausstellung besuchten, entbrannte ihre Leidenschaft für Batik, und sie eignete sich die Technik autodidaktisch an. 1957 begann sie auf diesem Gebiet freiberuflich zu arbeiten. Nachdem ihr Mann ein Jahr später den Schuldienst quittiert hatte, arbeiteten sie gemeinsam an großen Stücken. Neben der Textilgestaltung betätigte sich Marga Drechsel auch als Malerin und Grafikerin. Ihre Arbeiten sind vom Bekenntnis zur griechischen Antike und zu christlichen Wertpositionen geprägt.
Mitte der 1980er Jahre entwarf sie mit ihrem Mann die innenarchitektonische Gestaltung des vormaligen Synagogenraums im heutigen Schalom-Haus Schönebeck und schufen für den Raum ein Triptychon.
Ab 1959 hatte sie mit ihrem Mann Ausstellungen im In- und Ausland, u. a. in der UdSSR und der CSSR und 1962/1963 auf der Deutschen Kunstausstellung in Dresden.
Sie lebten im eigenen Haus im Zwickauer Stadtteil Weißenborn (Zwickau).
Marga Drechsel war Ehrenmitglied des Zwickauer Kunstvereins.
Mit ihrem Mann fand sie die letzte Ruhe auf dem Johannisfriedhof Weißenborn.
Das Paar hatte zwei Kinder, die gelernte Töpferin und spätere Stilberaterin Brünhild Mielke (* 1966) und den Keramiker Tristan Drechsel (* 1955).

## Weitere Werke mit Edgar Drechsel (Auswahl)

### Batiken
- Schongauer Variationen (1992, 55,7 × 47,5 cm; Sächsischer Kunstfonds; Inv.-Nr. KH 72/93)[2]
- Gegeißelter (1992, 47 × 55,3 cm; Sächsischer Kunstfonds; Inv.-Nr. KH 73/93)[3]

### Buchillustration
- Kurt H. Möller: Das Frühlingslicht des Kreuzes. Bethel-Verlag, Bielefeld 1995, ISBN 3-922463-76-2; ISBN 978-3-922463-76-4

## Personalausstellungen mit Edgar Drechsel (unvollständig)
- 1976: Weimar
- 1982: Potsdam
- 1992: Glauchau, Galerie art gluchowe („Batik, Grafik. Künstlerehepaar Marga und Edgar Drechsel“)
- 2008: Zwickau, Galerie am Domhof („Weltsichten“; Aquarell, Batik, Grafik)